# Главный удар

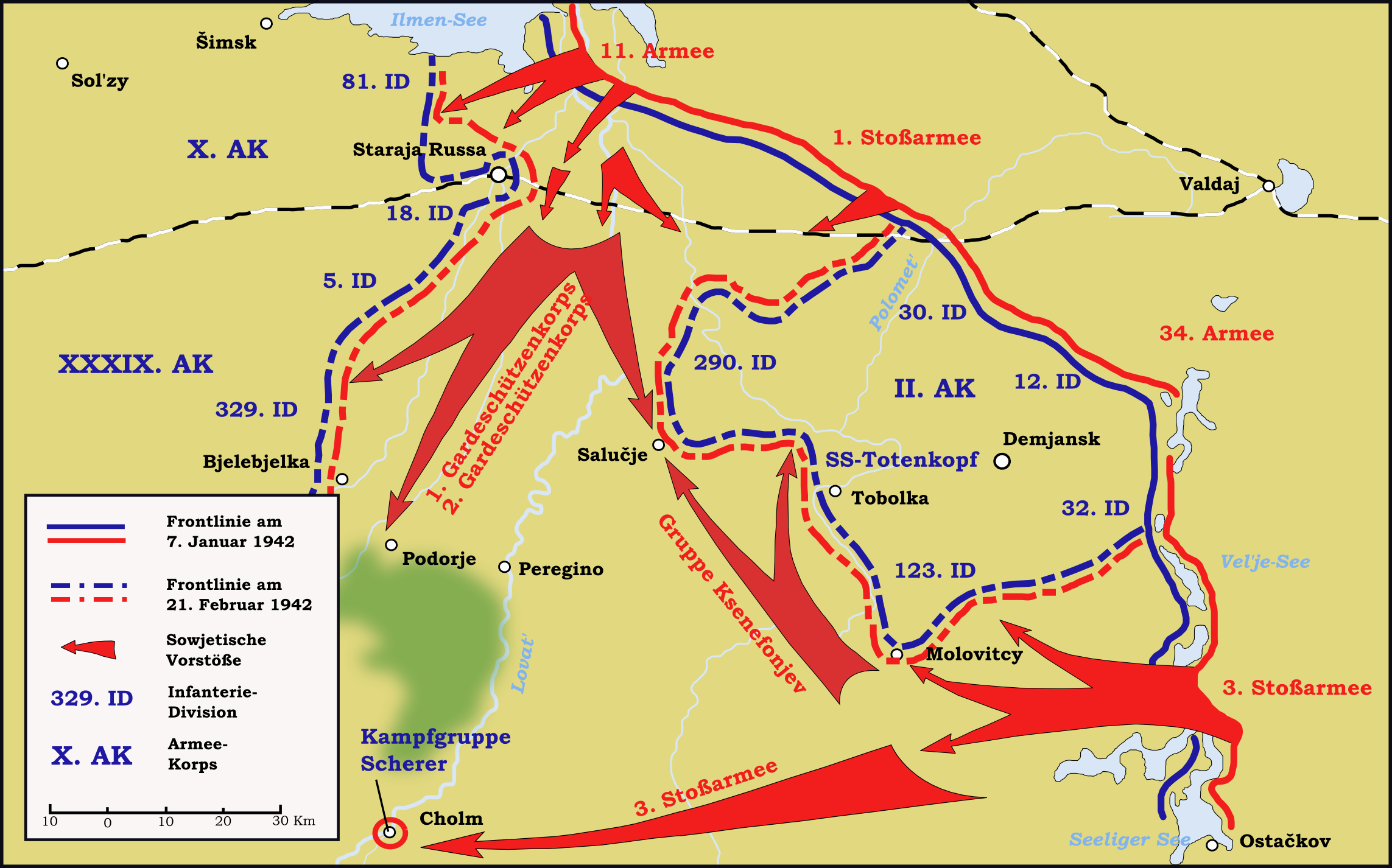
Немецкая схема Демянской наступательной операции, 1942 год.

Главный удар — понятие стратегии, оперативного искусства и тактики, обозначающее решающие военные (боевые) действия главной группы войск или сил флота. 
Главный удар наносится в направлении, которое имеет целью разгром войск (сил) противника и выход на позиции конечной цели операции (боя). Если главный удар будет намечено произвести с фланга, то всё-таки фронтальная атака ведётся не менее решительно, потому что только в таком случае противник не посмеет, ослабив себя с фронта, подкрепить атакуемый фланг, или направить к последнему все свои резервы. В крепостной войне, лишь с той минуты, когда определилось направление главного удара атакующего, вводился в дело артиллерийский резерв, представляющий собой главный источник сопротивления данной крепости в артиллерийском отношении.

## Направление главного удара
Понятие направления главного удара (нем. Schwerpunkt — центр тяжести) было внесено в военную теорию Карлом Клаузевицем в его труде «О войне». Идея главного удара состоит в том, что сосредоточение сил на одном направлении позволяет создать решающее превосходство над противником в живой силе и технике, что, по Клаузевицу, является одним из условий победы. Гинденбург сказал: нем. Eine Operation ohne Schwerpunkt is wie ein Mann ohne Charakter («операция без направления главного удара — как мужчина без характера»).
Успех операции во многом определяется определением сил и направления для главного удара. Направление удара зависит от поставленной войскам задачи, обстановки и расположения и состава сил, характера местности. Обычно выгодным является направление, ведущее к слабым местам обороны противника.

Ставка Верховного Главнокомандования приказывает:
1. 1-му Прибалтийскому фронту в составе 6 гв., 43, 39, 2 гв. и 51-й армий развивать наступление, нанося главный удар в общем направлении на Свенцяны, Каунас. ...— Ставка Верховного Главнокомандования
И. СТАЛИН
А. АНТОНОВ